# Odual
L'Odual és una llengua que es parla a l'estat de Rivers del sud-est de Nigèria. Es parla concretament a la LGA d'Abua-Odual. És parlada pels oduals.
L'odual és una llengua del subgrup lingüístic de les llengües abua-oudal, que són llengües Central Delta, de les llengües Benué-Congo. Té un 70% de semblança amb l'abua.Segons l'ethnologue el 1989 tenia 18.000 parlants.
El 94% dels parlants d'odual professen confessions cristianes: el 70% són anglicans, el 30% són d'esglésies independents i el 8% són evangèlics. El 6% restant creuen en religions tradicionals africanes. Té fragments de la bíblia traduïts i el nou testament es va traduir el 2002.